# Championnat de Gambie de football 2009
Navigation
Édition précédente Édition suivante
La saison 2009 du Championnat de Gambie de football est la quarante-et-unième édition de la GFA League Division I, le championnat national de première division en Gambie. Les douze équipes engagées sont regroupées au sein d'une poule unique où elles affrontent deux fois leurs adversaires, à domicile et à l'extérieur. En fin de saison, les deux derniers du classement sont relégués et remplacés par les deux meilleurs clubs de deuxième division.
C'est le club d'Armed Forces FC qui remporte la compétition cette saison après avoir terminé en tête du classement, avec onze points d'avance sur le duo Steve Biko FC-Wallidan FC. C'est le second titre de champion de Gambie de l'histoire du club après celui remporté en 2003.

## Participants
- Wallidan FC
- Steve Biko FC
- Real de Banjul
- Sea View FC
- Tallinding United - Promu de D2
- Samger FC
- Hawks FC
- Brikama United - Promu de D2
- Armed Forces FC
- Bakau United FC
- Africell FC[1]
- Gamtel FC

## Compétition

### Classement
Le classement est établi sur le barème de points suivant : victoire à 3 points, match nul à 1, défaite à 0.
| Rang | Équipe             | Pts | J  | G  | N  | P  | Bp | Bc | Diff |
| ---- | ------------------ | --- | -- | -- | -- | -- | -- | -- | ---- |
| 1    | Armed Forces FC    | 44  | 22 | 13 | 5  | 4  | 25 | 10 | +15  |
| 2    | Steve Biko FC      | 33  | 22 | 9  | 6  | 7  | 21 | 17 | +4   |
| 3    | Wallidan FCT       | 33  | 22 | 8  | 9  | 5  | 20 | 16 | +4   |
| 4    | Bakau United FC    | 31  | 22 | 7  | 10 | 5  | 22 | 16 | +6   |
| 5    | Hawks FC           | 31  | 22 | 8  | 7  | 7  | 17 | 13 | +4   |
| 6    | Gamtel FC          | 31  | 22 | 8  | 7  | 7  | 17 | 16 | +1   |
| 7    | Samger FC          | 31  | 22 | 8  | 7  | 7  | 16 | 17 | -1   |
| 8    | Real de Banjul     | 29  | 22 | 7  | 8  | 7  | 17 | 20 | -3   |
| 9    | Sea View FC        | 26  | 22 | 7  | 5  | 10 | 17 | 20 | -3   |
| 10   | Brikama UnitedP    | 26  | 22 | 6  | 8  | 8  | 25 | 29 | -4   |
| 11   | Africell FC        | 22  | 22 | 5  | 7  | 10 | 14 | 26 | -12  |
| 12   | Tallinding UnitedP | 17  | 22 | 4  | 5  | 13 | 17 | 28 | -11  |

|  | Qualification pour la Ligue des champions de la CAF 2010                               |
|  | Relégation directe en deuxième division                                                |
|  | T : Tenant du titre C : Vainqueur de la Coupe de Gambie P : Promu de deuxième division |

## Bilan de la saison
| Championnat de Gambie de football 2009 |                            |
| Champion                               | Armed Forces FC (2e titre) |
| Coupes et trophées                     |                            |
| Vainqueur de la Coupe de Gambie 2009   | Young Africans FC (D2)     |
| Qualifications continentales           |                            |
| Ligue des champions de la CAF 2010     | Armed Forces FC            |
| Coupe de la confédération 2010         | Aucun                      |
| Coupe de l'UFOA 2010                   | Gambia Ports Authority     |
| Promotions et relégations              |                            |
| Promus en GFA League Division I        | Gambia Ports Authority     |
| Promus en GFA League Division I        | Interior FC                |
| Relégués en GFA League Division II     | Africell FC                |
| Relégués en GFA League Division II     | Tallinding United          |